# Yuliya Krevsun
Yuliya Krevsun (née Yuliya Gurtovenko le 8 décembre 1980 à Vinnytsia) est une athlète ukrainienne, qui se spécialise sur le 800 m.

## Biographie
Son meilleur temps sur 800 m a été obtenu à Pékin en 1 min 57 s 32. Elle termine 4e des Championnats du monde à Berlin, en 1 min 58 s exactement.

### Palmarès
| Date | Compétition           | Lieu    | Résultat | Performance   |
| ---- | --------------------- | ------- | -------- | ------------- |
| 2007 | Universiade           | Bangkok | 1re      | 1 min 57 s 63 |
| 2008 | Jeux olympiques       | Pékin   | 7e       | 1 min 58 s 73 |
| 2009 | Championnats du monde | Berlin  | 4e       | 1 min 58 s 00 |